# Денис Кальверт
Денис Кальверт  або Діонісіо Фьяммінго (нід. Denijs Calvaert, італ. Dionisio Fiammingo; бл. 1540 — 17 березня 1619) — відомий болонський художник доби маньєризму, фламандець за походженням.

## Антверпенський період. Ранні роки
Народився у відомому художньому центрі Фландрії — місті Антверпен. Вивчав первісно пейзажний живопис в майстерні Кристіана ван Квекборна. Знайдений запис його прізвища в місцевому переліку художників Антверпена як Калуварт. І надалі його прізвище записували по рідному через зміни місць перебування. В Італії був відомим за місцевим найменуванням Діонісіо Фьяммінго.

## Італійський період
Прибув у місто Болонья, де продовжив стажування в майстерні місцевого художника Просперо Фонтана (1512—1597), майстра релігійного живопису і чудового портретиста. Два роки з 1570-го попрацював в Римі, де був помічником Лоренцо Сабатіні, обидва працювали над декором декотрих приміщень Ватикана. Через два роки знов повернувся у Болонью, де відкрив власну майстерню і набрав учнів. Бажання укладатися у вимоги до італійських художників спонукало Дениса Кальверта наполегливо вивчати анатомію, перспективу, досвід і твори учнів і послідовників Рафаеля Санті. Згодом від виробився у авторитетного болонського майстра, художня манера котрого нагадувала твори італійських маньєристів, але з домішками знахідок антверпенської школи (пейзажне, а не нейтральне тло картин, увага до деталей, бажання стати віртуозом і використати незвичні композиції, навіть середньовічні). Мимоволі Денис Кальверт став суперником майстерні місцевого художника Лодовіко Караччі, а частка його учнів перейшла до майстерні Караччі.
Денис Кальверт помер у Болоньї в похилому віці і був похований за тодішніми звичаями у церкві Санта Марія деї Серві. Поховання відвідало чимало місцевих мешканців, його чистені учні і сам Лодовіко Караччі.

## Вибрані твори

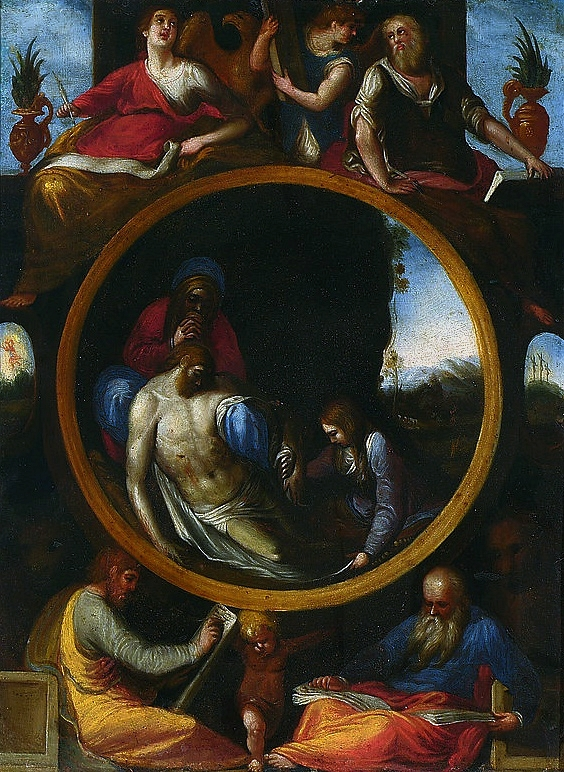
Денис Кальверт. Оплакування Христа з чотирма євангелістами (Лука, Матвій, Іоанн, Марк), Національний музей (Варшава)

- Мадонна з немовлям в пейзажі зі скелями.
- Перше введення Марії у храм, Національна пінакотека Болоньї
- Нанебовзяття Діви Марії. Кенсігтонський палац, Велика Британія
- Христос в гетсиманському саду (Моління про чашу)
- Смерть Клеопатри, Фонд Карісбо
- Даная та Зевс, що пролився золотим дощем
- Не торкайся мене, або Христос садівник і Марія Магдалина
- Алегорія передбачуваності
- За велінням Бога Савл стає апостолом Павлом, бл. 1570, Музей образотворчих мистецтв (Будапешт)

## Галерея малюнків Дениса Кальверта

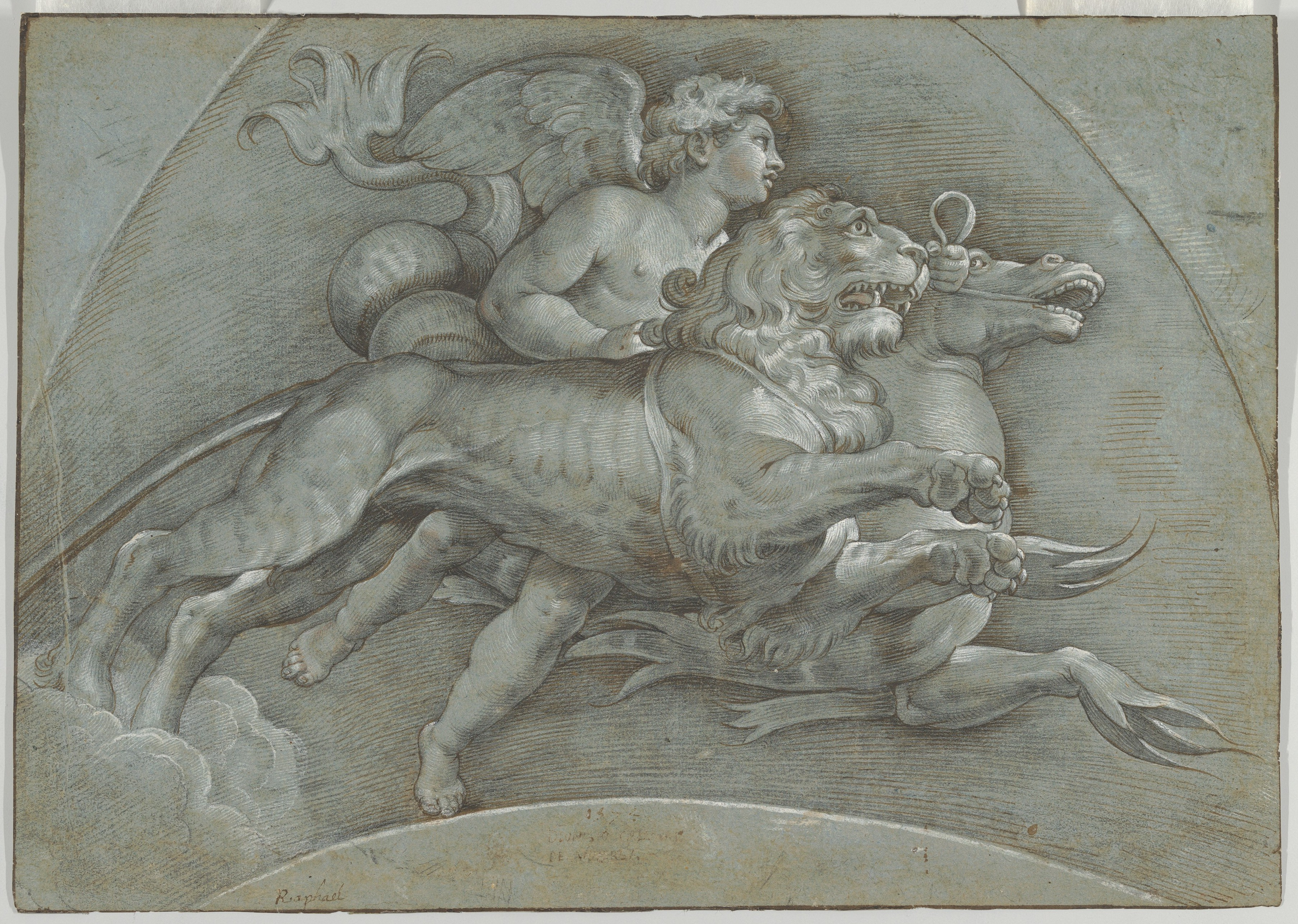
Денис Кальверт. Копія малюнка Рафаеля Санті.
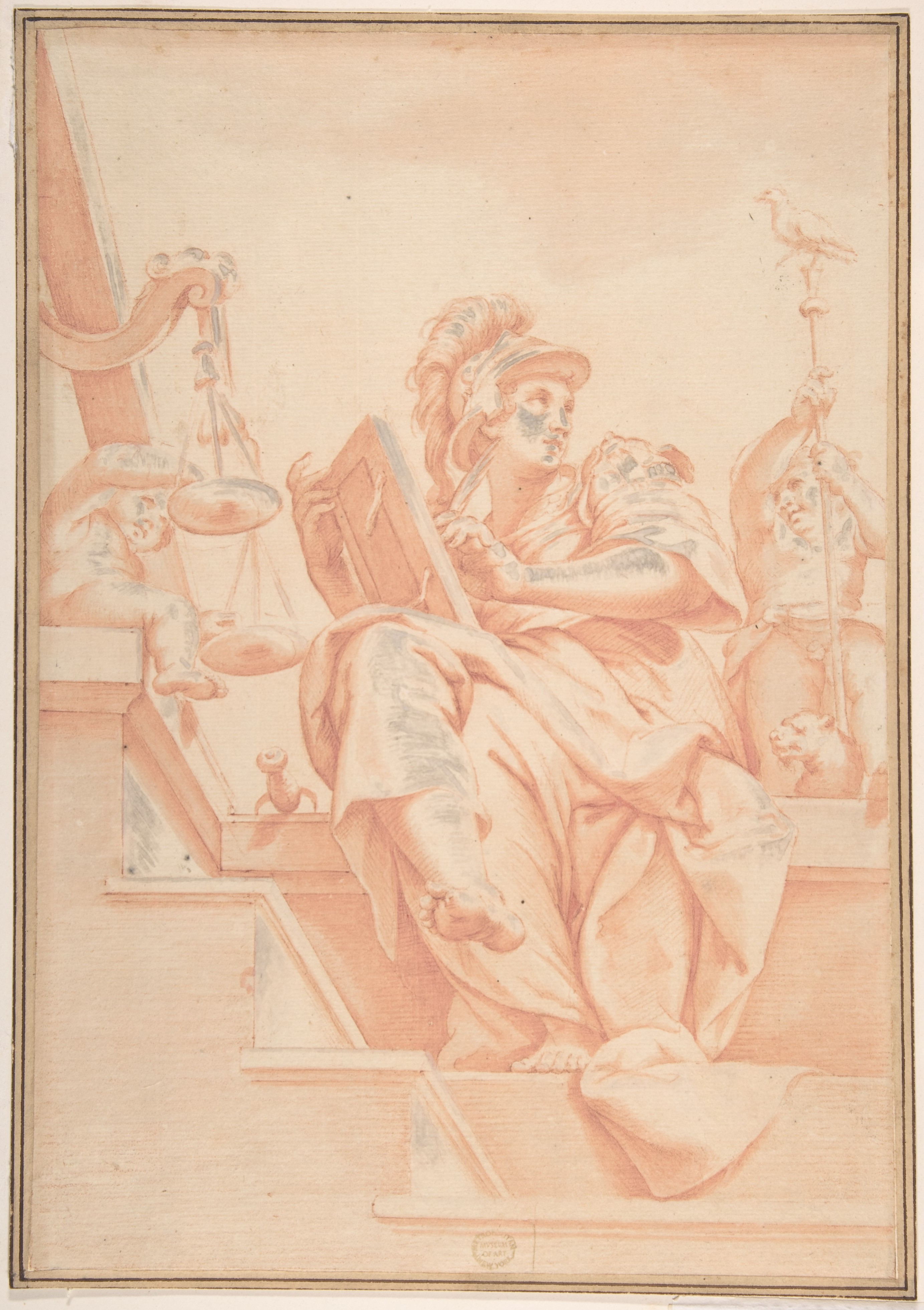
Денис Кальверт. Алегорія юстиції, копія фрески роботи Лоренцо Сабатіні. Музей Метрополітен, Нью-Йорк.
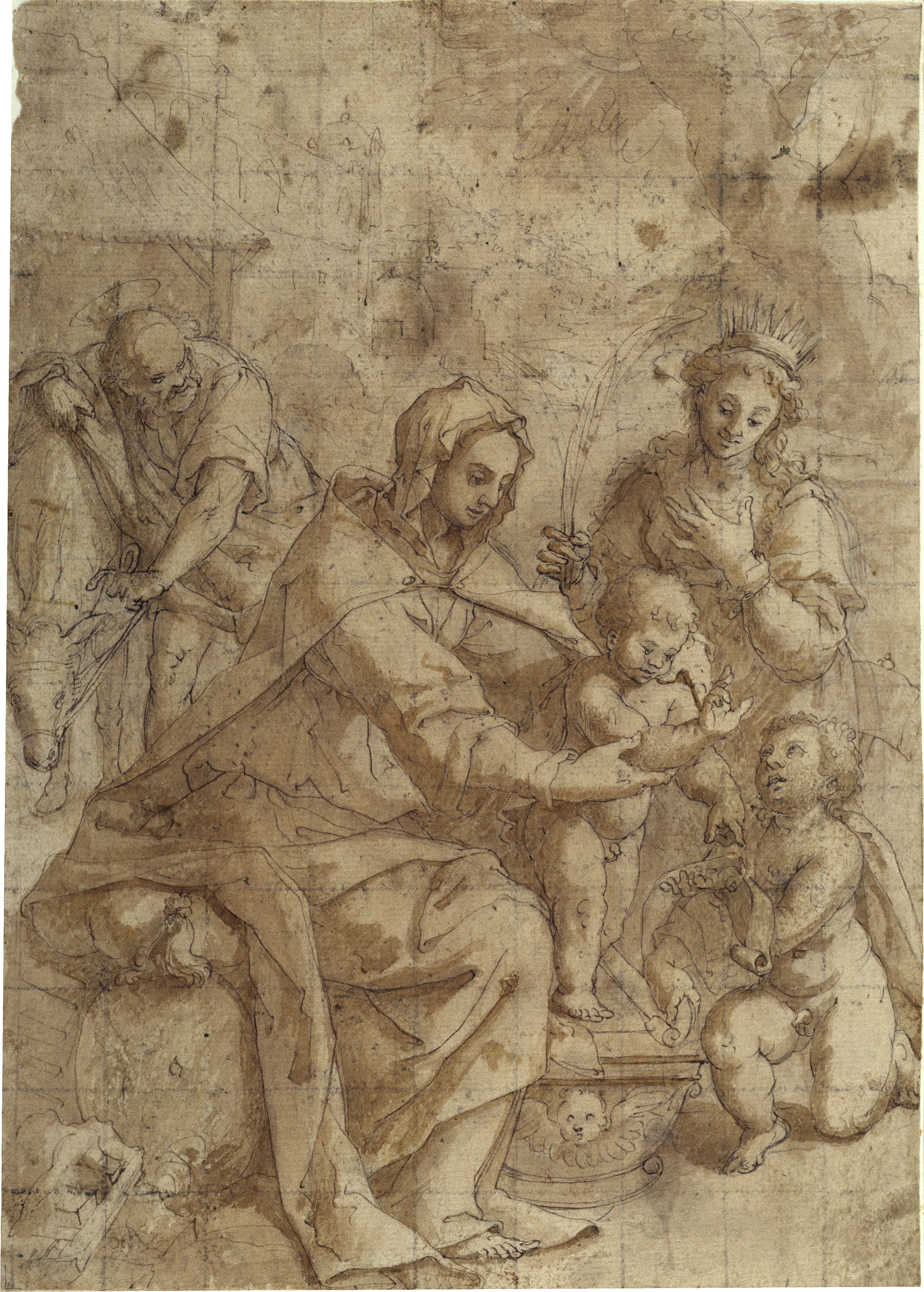
Денис Кальверт. Свята Родина з Іваном Хрестителем та Катериною Александрійською, Музей Прадо, Мадрид.
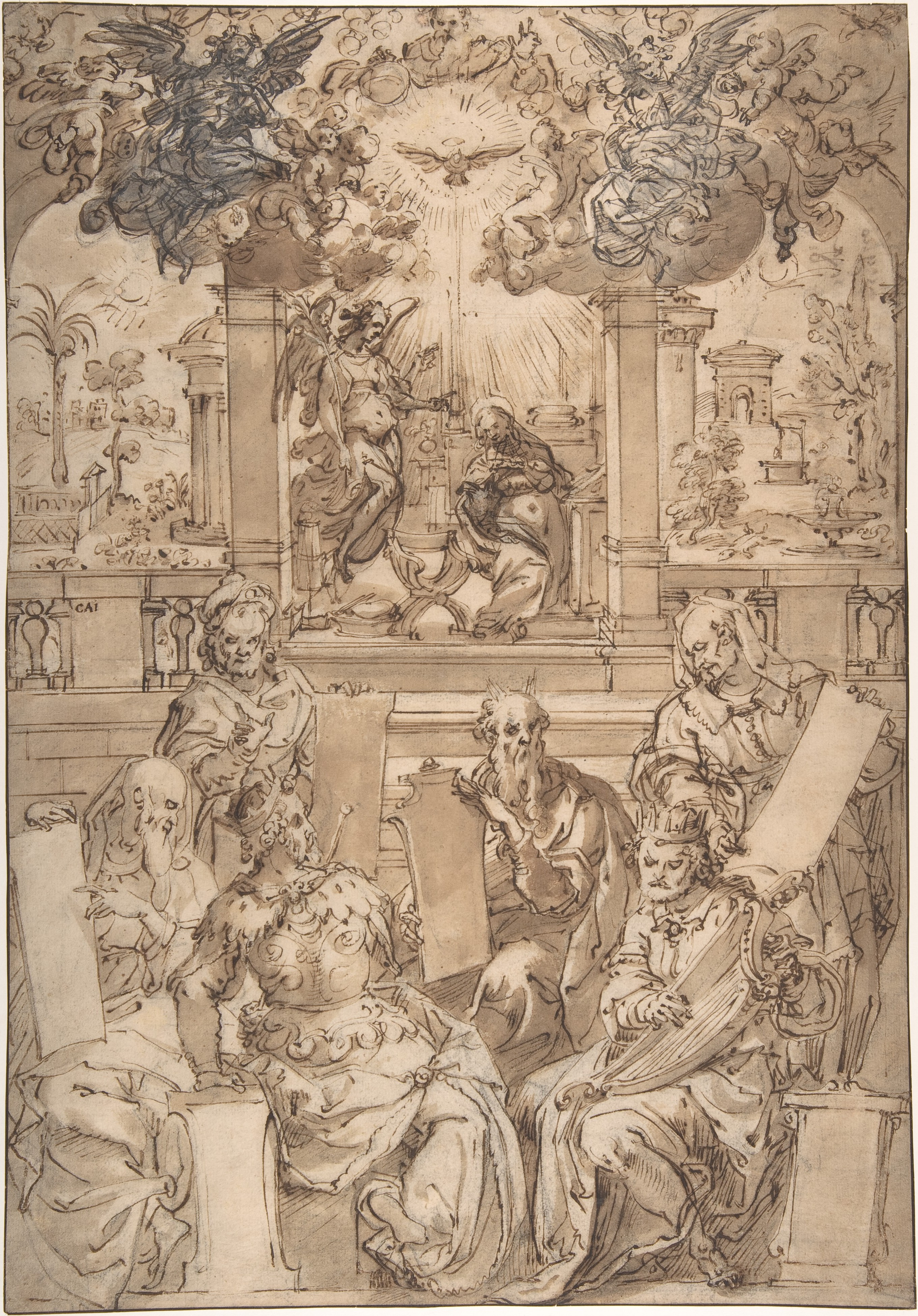
Денис Кальверт. Шість пророків християнства на тлі з Благовіщенням Діви Марії, Музей Метрополітен, Нью-Йорк.
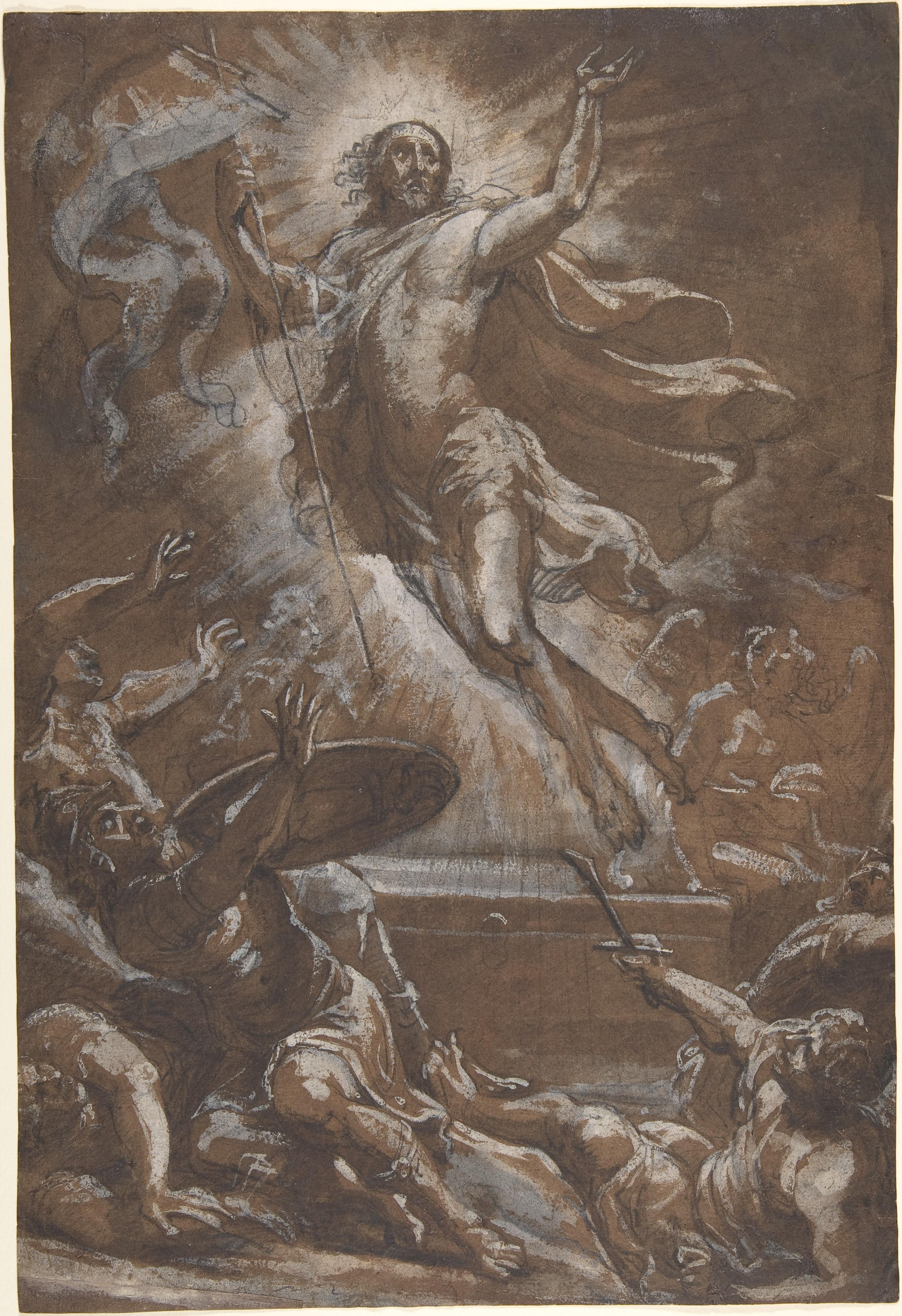
Денис Кальверт. Воскресіння Христа, Музей Метрополітен, Нью-Йорк.

## Галерея картин

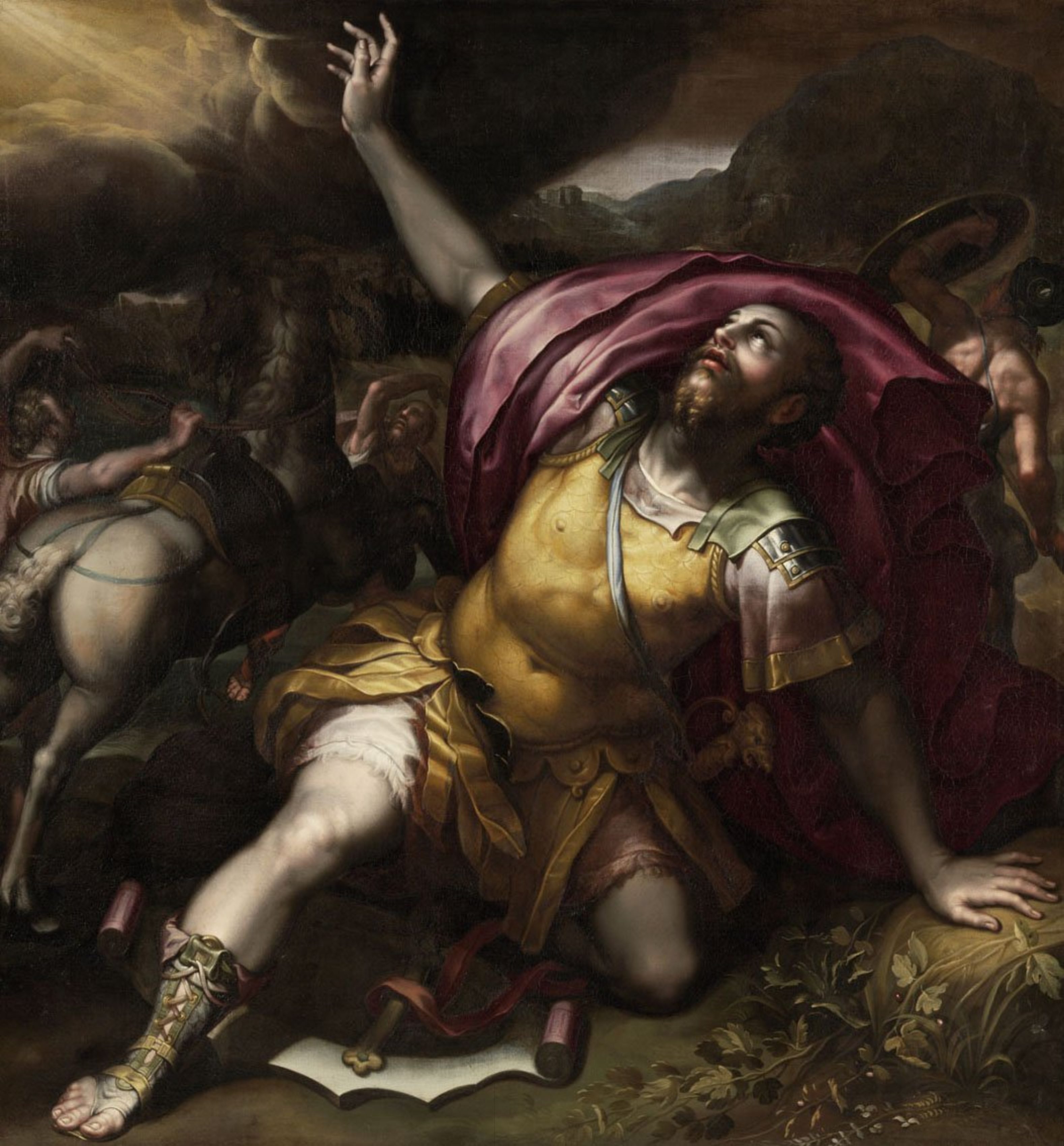
Денис Кальверт. За велінням Бога Савл стає апостолом Павлом, бл. 1570, Музей образотворчих мистецтв (Будапешт)

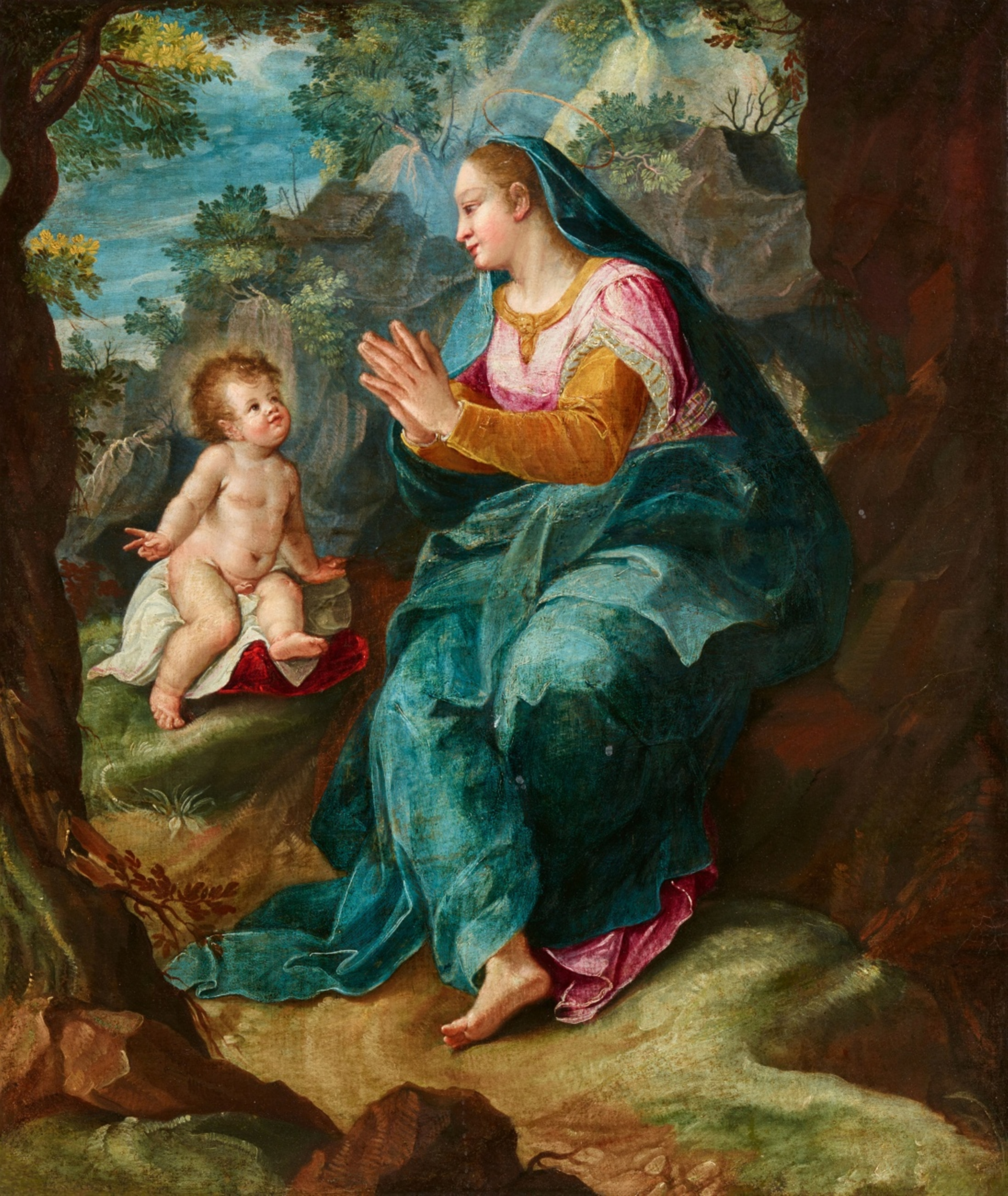
Денис Кальверт. Мадонна з немовлям в пейзажі зі скелями.
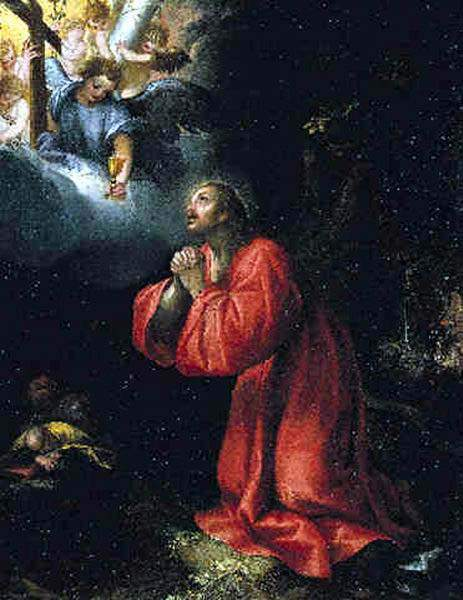
Денис Кальверт. Христос в гетсиманському саду.
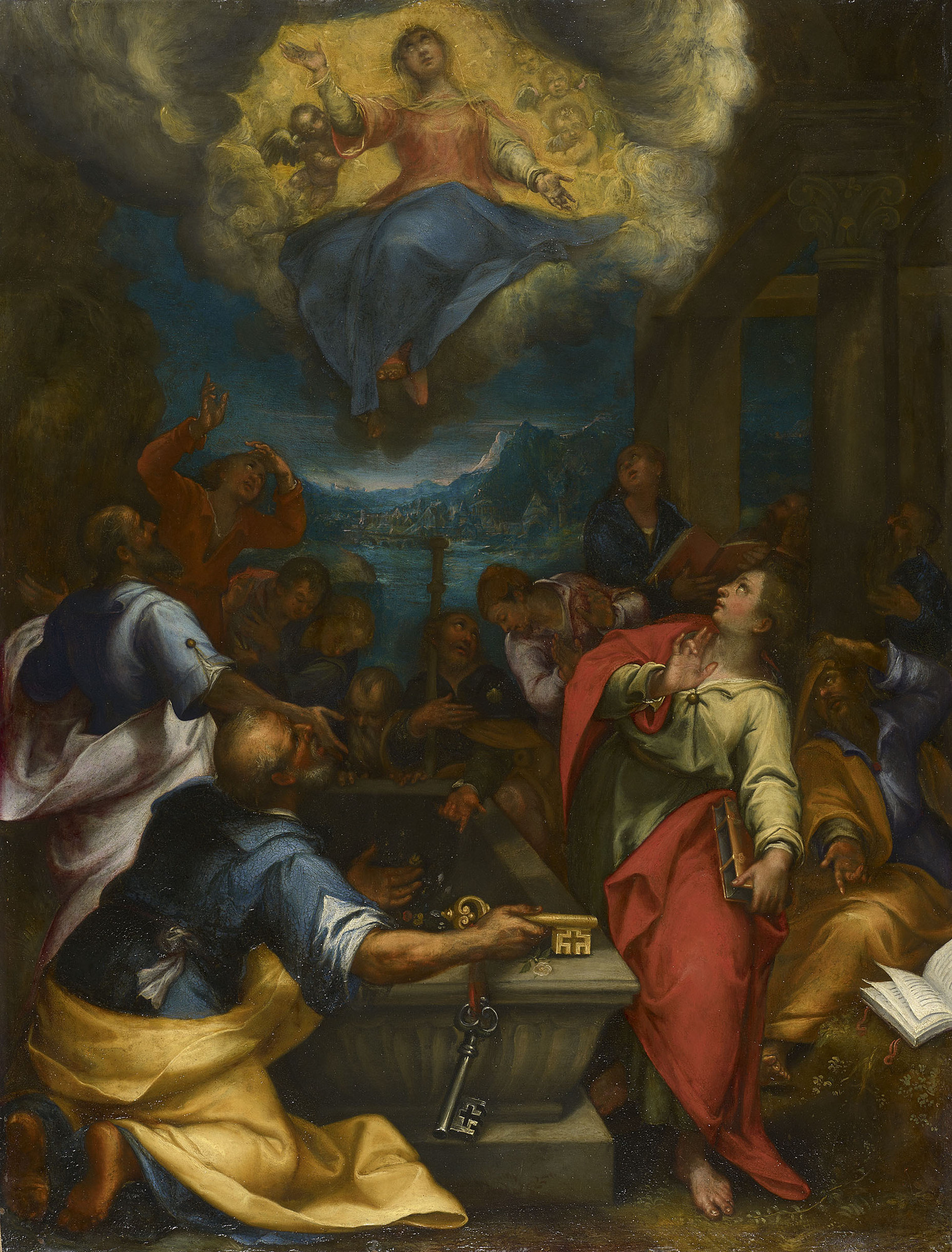
Денис Кальверт. Нанебовзяття Діви Марії. Кенсігтонський палац, Велика Британія
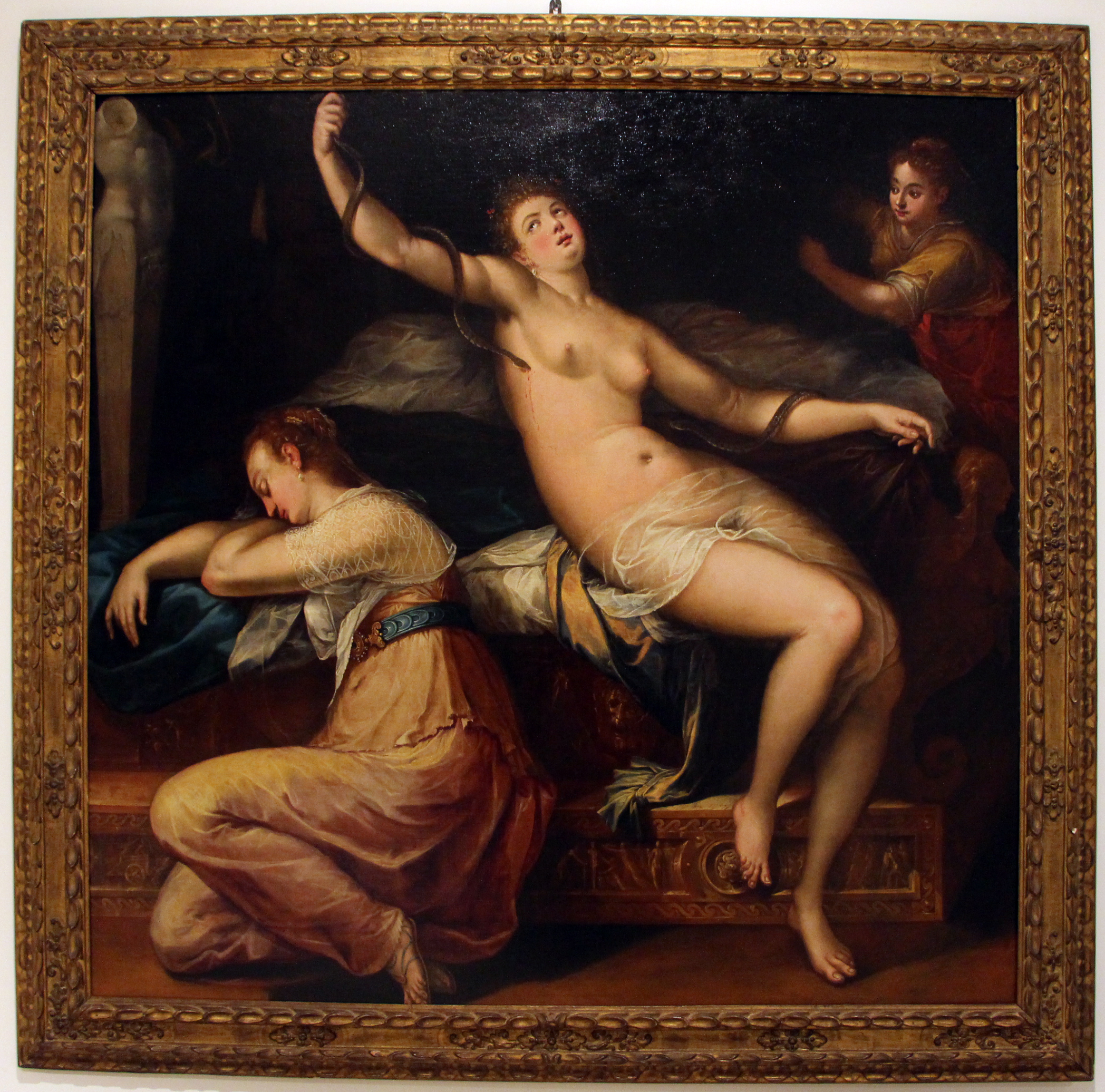
Денис Кальверт. Смерть Клеопатри, Фонд Карісбо
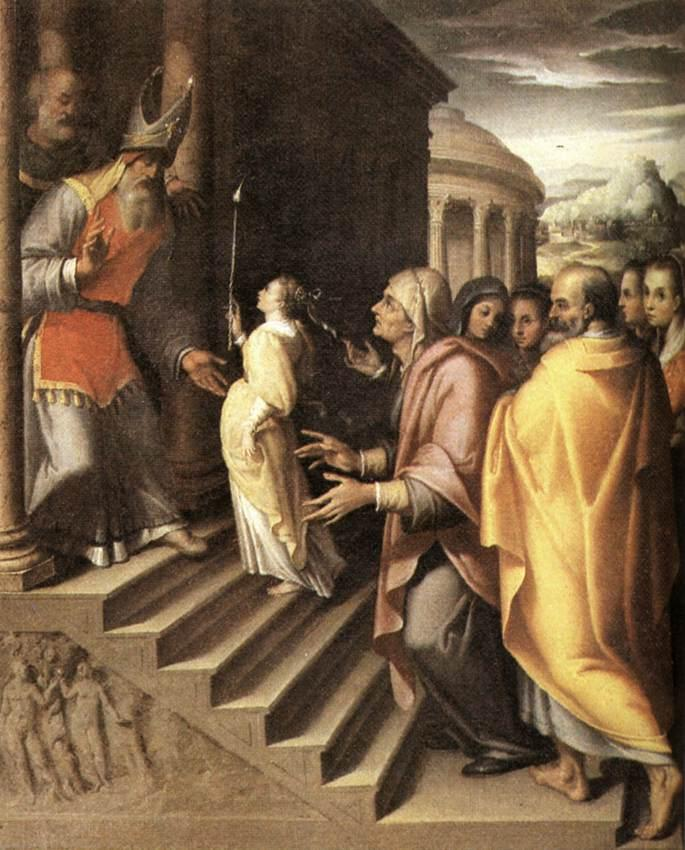
Денис Кальверт. Перше введення Марії у храм, Національна пінакотека Болоньї
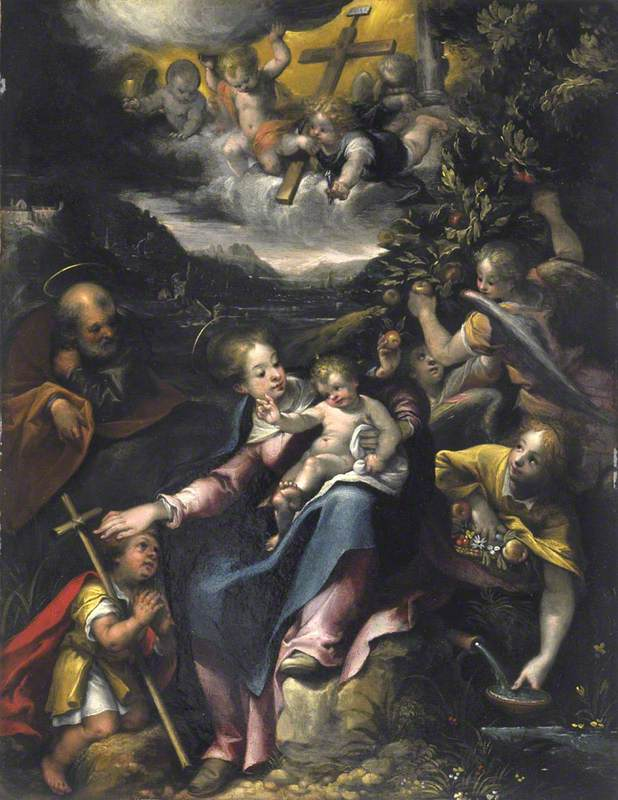
Денис Кальверт. Св. Родина в пейзажі. Національнагалерея Шотландії.